# 041 (prefisso)

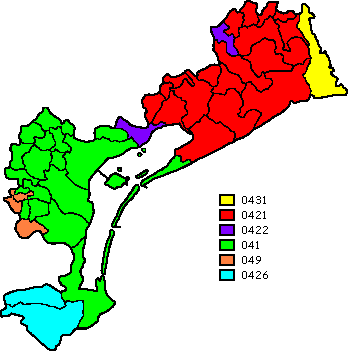
Mappa dei prefissi telefonici nella città metropolitana di Venezia

041 è il prefisso telefonico del distretto di Venezia, appartenente al compartimento omonimo.
Il distretto comprende la parte occidentale della città metropolitana di Venezia (ad eccezione dei Comuni di Stra, Vigonovo e  Campolongo Maggiore, rientranti nel distretto di Padova, e dei Comuni di Cona e Cavàrzere, facenti parte del distretto di Adria) e il comune di Mogliano Veneto (TV). Confina con i distretti di Treviso (0422) a nord, di San Donà di Piave (0421) a nord-est, di Adria (0426) a sud e di Padova (049) a ovest.

## Aree locali e comuni
Il distretto di Venezia comprende 19 comuni compresi in 6 aree locali:
- Chioggia
  - Chioggia
- Dolo
  - Campagna Lupia
  - Camponogara
  - Dolo
  - Fiesso d'Artico
  - Fossò
  - Pianiga
- Mirano (ex settori di Mira e Mirano)
  - Mira
  - Mirano
  - Salzano
  - Santa Maria di Sala
- Mogliano Veneto
  - Marcon
  - Mogliano Veneto (TV)
- Noale
  - Noale
  - Scorzè
- Venezia
  - Venezia
  - Cavallino-Treporti
  - Martellago
  - Spinea[3].